# Dystrykt Dera Ismail Khan
Dystrykt Dera Ismail Khan (urdu: ضلع دیره اسماعیل خان) – dystrykt w północnym Pakistanie w prowincji Chajber Pasztunchwa. W 1998 roku liczył 852 995 mieszkańców (z czego 52,63% stanowili mężczyźni) i obejmował 112 784 gospodarstw domowych. Siedzibą administracyjną dystryktu jest Dera Ismail Khan.